# Südkoreanische Badmintonmeisterschaft 1981
Die Südkoreanische Badmintonmeisterschaft 1981 fand vom 15. bis zum 17. Dezember 1981 in Seoul statt. Es war die 25. Auflage der Titelkämpfe.

## Austragungsort
- Jamsil Gymnasium

## Medaillengewinner
| Disziplin    | Gold                          | Silber                       | Bronze                      |
| ------------ | ----------------------------- | ---------------------------- | --------------------------- |
| Herreneinzel | Park Joo-bong                 | Lee Eun-ku                   | Lee Deuk-choon              |
| Herreneinzel | Park Joo-bong                 | Lee Eun-ku                   | Kim Byung-sik               |
| Dameneinzel  | Yoo Sang-hee                  | Kim Yun-ja                   | Jin Sung-ok                 |
| Dameneinzel  | Yoo Sang-hee                  | Kim Yun-ja                   | Kim Yoon-sook               |
| Herrendoppel | Kwon Seung-taek Lee Eun-ku    | Park Joo-bong Park Hyang-kyu | Lee Deuk-choon Kim Moon-soo |
| Damendoppel  | Hwang Sun-ai Kang Haeng-suk   | Kim Yun-ja Yoo Sang-hee      | Kim Hye-kyung Kim Bok-sun   |
| Damendoppel  | Hwang Sun-ai Kang Haeng-suk   | Kim Yun-ja Yoo Sang-hee      | Kim Geol-ju Ku Kyung-hee    |
| Mixed        | Choi Byung-hak Kang Haeng-suk | Lee Eun-ku Kam Myung-suk     | Lee Deuk-choon Kim Geol-ju  |
| Mixed        | Choi Byung-hak Kang Haeng-suk | Lee Eun-ku Kam Myung-suk     | Kim Byung-sik Jin Sung-ok   |